# Tesoro de Eberswalde

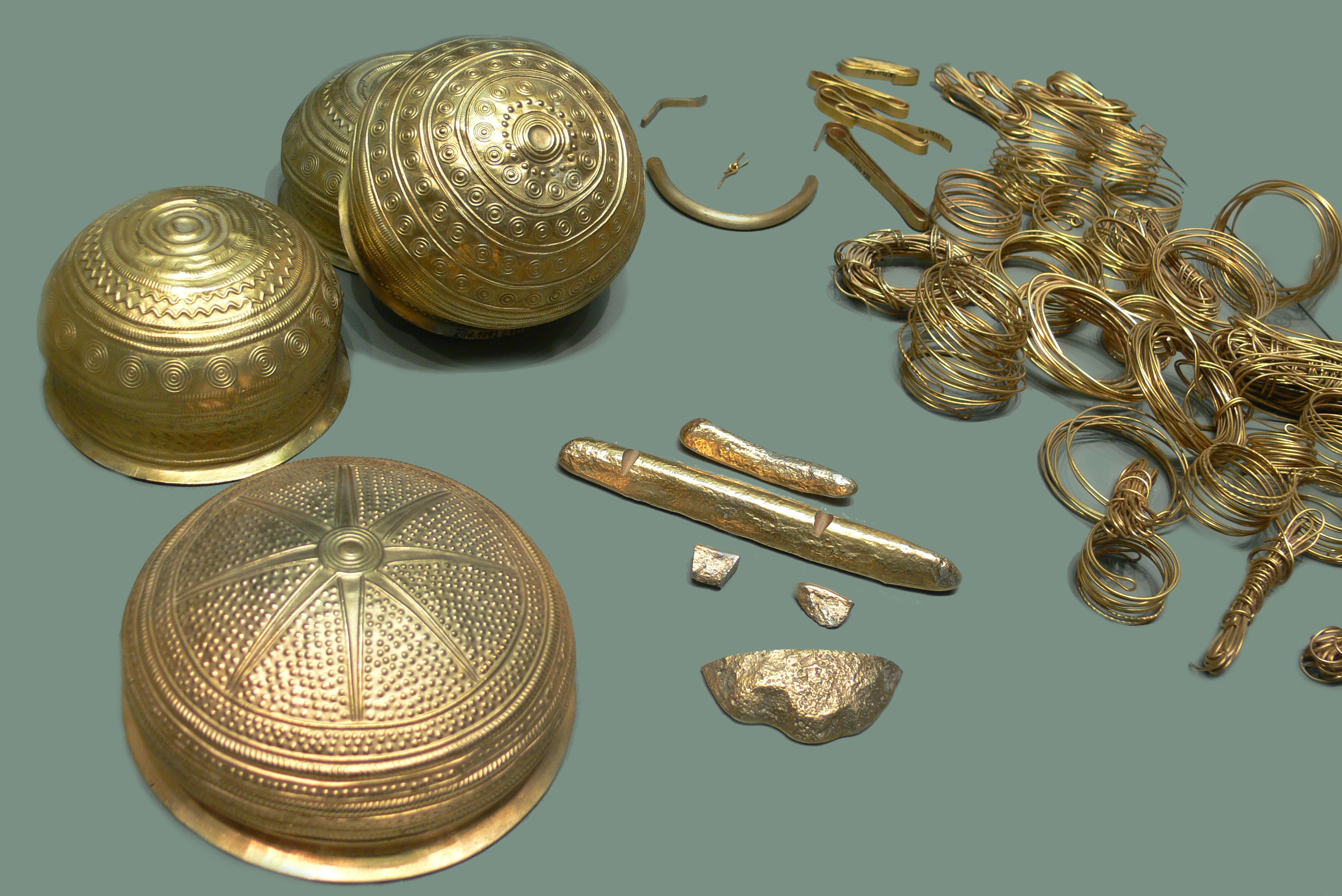
Réplicas del tesoro de Eberswalde Museum für Vor- und Frühgeschichte, Berlín

El tesoro de Eberswalde (en alemán: Eberswalder Goldschatz   o Goldfund von Eberswalde) es un tesoro de la Edad de Bronce de 81 objetos de oro con un peso total de 2,59 kg. El conjunto prehistórico de objetos de oro más grande jamás encontrado en Alemania, se considera uno de los hallazgos más importantes de la Edad del Bronce de Europa Central. Hoy, está en Rusia, como parte del grupo de artefactos y obras de arte saqueados de Alemania al final de la Segunda Guerra Mundial.

## Descubrimiento
El tesoro fue descubierto un metro por debajo de la superficie del suelo el 16 de mayo de 1913, durante las excavaciones para una casa dentro de los terrenos de una fábrica de latón en Finow (Oberbarnim), cerca de Eberswalde en Brandeburgo. El supervisor de la fábrica alertó a Carl Schuchhardt, director del Departamento de Prehistoria de los Museos Reales de Berlín, quien llevó el tesoro a esa colección.

## Descripción

Exhibición del tesoro de Eberswalde

El tesoro estaba depositado en un recipiente globular con tapa. En él había ocho cuencos de oro, que contenían otros 73 objetos de oro. Los cuencos eran delgadas vasijas revestidas en oro con abundante decoración ornamental. Otros objetos incluían anillos para el cuello, pulseras y espirales de brazo de 60 hilos. Además 55 espirales dobles estaban enredadas en grupos. Un lingote de oro, una pieza de metal con forma de crisol y dos piezas más pequeñas probablemente representan la materia prima para la producción de tales objetos. El tesoro pertenece al estilo orfebre conocido como tipo Villena, por su parecido con el Tesoro de Villena.

## Origen, datación
Se pensaba que este tesoro consistía en mercancías de un comerciante.  Las investigaciones más recientes sugieren que era de importancia religiosa. El tesoro está fechado en el siglo IX a. C.

## Historia posterior
Tras el final de la Segunda Guerra Mundial en 1945, el Eberswalde Hoard desapareció del museo de Berlín, junto con el llamado "Tesoro de Príamo" . La sospecha de que el Ejército Rojo podría haber eliminado ambos hallazgos fue negada por los soviéticos durante décadas. Después de que el presidente ruso Boris Yeltsin admitiera que el "Tesoro de Príamo" estaba en manos rusas, las autoridades dejaron de negar explícitamente que también tenían Eberswalde Hoard. En 2004, un reportero de la revista alemana Der Spiegel lo ubicó en un depósito secreto dentro del Museo Pushkin de Moscú . Alemania ha solicitado la devolución de los materiales y el problema ha provocado tensiones entre los gobiernos alemán y ruso. Las reproducciones del tesoro están expuestas en el Museum für Vor- und Frühgeschichte en Berlín y en el Stadt- und Kreismuseum en Eberswalde . La réplica de Eberswalde es del orfebre local Eckhard Herrmann.

## Galería
Compárese uno de los cuencos de Eberswalde con otro de los coetáneos Cuencos de Axtroki de Bolívar (Guipúzcoa) y del Tesoro de Villena (Alicante)

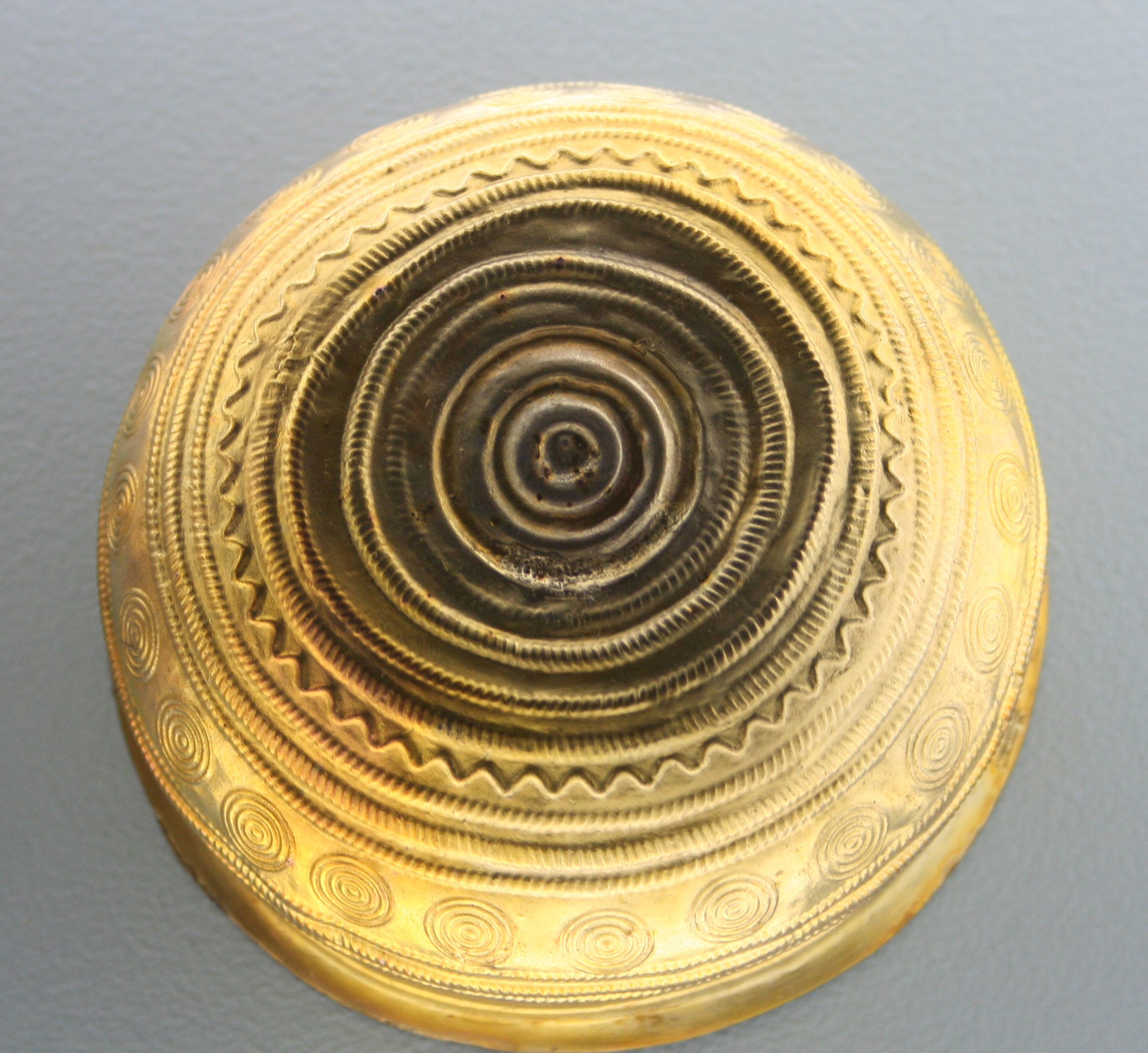
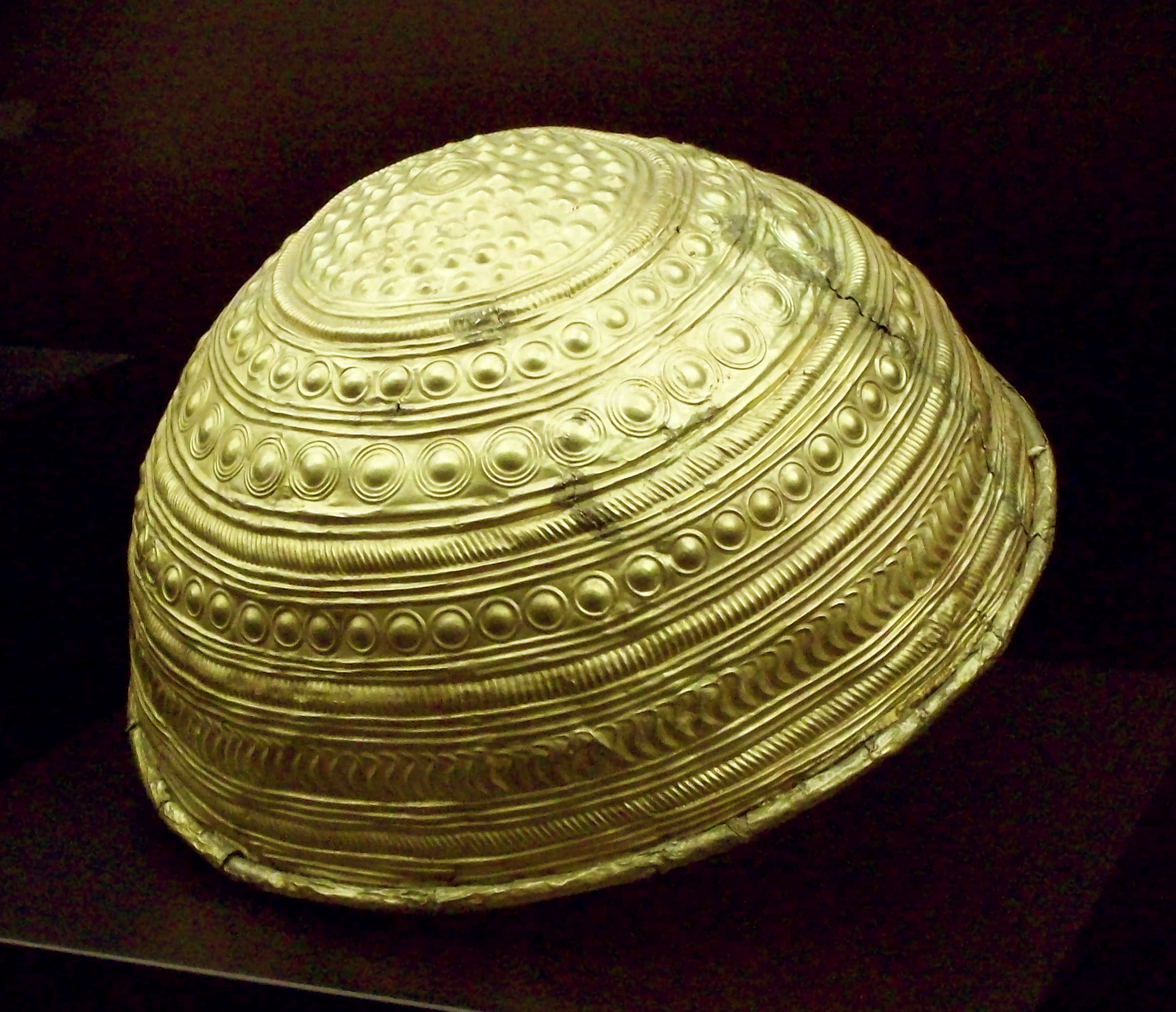
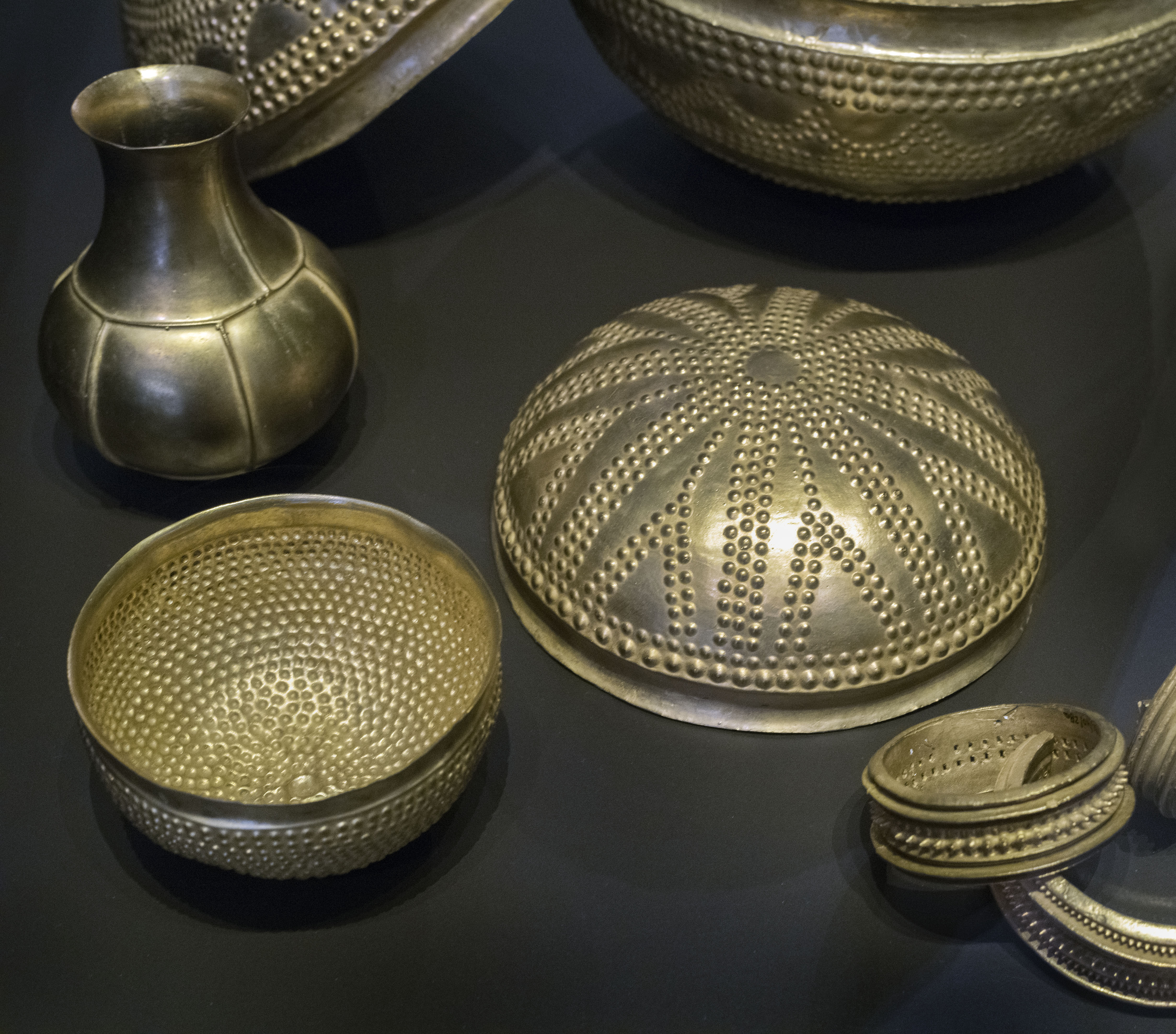

## Literatura
- Carl Schuchhardt: Der Goldfund vom Messingwerk bei Eberswalde . Berlín 1914.